# 足利藩
足利藩（あしかがはん）は、下野足利郡足利の足利陣屋（栃木県足利市雪輪町）を居所とした藩。1688年に本庄氏が大名となって成立。その後、1705年に戸田氏が入り、幕末・廃藩置県まで続いた。廃藩置県後は足利県。

## 歴史
戦国時代、足利将軍家の故地足利荘は関東管領上杉氏の代官として足利長尾氏が治め、上杉氏が後北条氏に追われた後には後北条氏の支配下に入っていたが、後北条氏に仕えていた長尾顕長は小田原征伐で没落した。
江戸幕府の第5代将軍・徳川綱吉の生母・桂昌院の異父弟にあたる本庄宗資（はじめは公家の家臣だった）が徳川将軍家との特別な関係のために加増が繰り返され、元禄元年（1688年）には足利1万石を領するようになり、足利藩を立藩した。宗資にはその後も贔屓の加増が繰り返され、元禄5年（1692年）、本庄邸への2度目の“将軍お成り”の際に4万石に加増されて常陸笠間藩へ移封された。
その後の宝永2年（1705年）1月、将軍世子である徳川家宣の御側役を務めていた戸田忠時が甲斐国内8000石から3000石加増の上で下野国足利郡・河内郡・都賀郡1万1000石を領することとなったため、大名に列して再び足利藩を立藩した。歴代藩主は藩政改革を行ない、何人かが大坂定番や奏者番などを務めた。
明治2年（1869年）6月の版籍奉還で最後の藩主・戸田忠行は藩知事となる。明治4年（1871年）の廃藩置県で足利藩は廃藩となって足利県となった。そして同年11月14日、栃木県に編入された。

## 歴代藩主

### 本庄家
1万石→2万石→常陸笠間藩へ。譜代。
1. 宗資

### 戸田家
1万1,000石。譜代。
1. 忠時
2. 忠囿
3. 忠位
4. 忠言
5. 忠喬
6. 忠禄
7. 忠文
8. 忠行

## 足利藩の家臣団
- 戸田家
  - 川上広樹（家老）
  - 田崎草雲（藩士）

## 現存建物
- 長屋門（陣屋大門）市内旭町　阿部家に移築
- 陣屋屋敷神　家富稲荷神社が現存

## 幕末の領地
- 下野国
  - 都賀郡のうち - 7村
  - 梁田郡のうち - 3村
  - 足利郡のうち - 9村
- 武蔵国
  - 埼玉郡のうち - 5村

明治維新後に梁田郡1村、足利郡11村（いずれも旧旗本領）が加わった。